# Грито де Ларес

Флаг восставших в 1868 году

Грито де Ларес (исп. Grito de Lares, в пер. Крик Лареса) — восстание против испанского колониального господства на острове Пуэрто-Рико, происшедшее 23 сентября 1868 года в городе Ларес.

## Предыстория
С середины XIX века на Пуэрто-Рико усилился политический и экономический гнёт Испании. Многие сторонники независимости острова и деятели, требовавшие проведения либеральных реформ, были арестованы и отправлены в эмиграцию. На Пуэрто-Рико увеличивались налоги и тарифы, в средствах от которых нуждалась Испания для ведения войны по возвращению под свою власть Доминиканской Республики. В связи с этим на Пуэрто-Рико росло возмущение населения, и сторонники независимости острова начали планировать вооружённое восстание.

## Восстание
6 января 1868 года находившиеся в изгнании в Доминиканской Республике Рамон Эметерио Бетансес и Сегундо Рауль Белвис создают революционную группу под названием Революционный комитет Пуэрто-Рико (Comité Revolucionario de Puerto Rico). Бетансес составлял прокламации, призывавшие пуэрториканцев сбросить колониальное ярмо; эти листовки широко распространялись по острову и способствовали организации на местах мелких групп патриотов. В том же году известная пуэрто-риканская поэтесса Лола Родригес де Тио пишет новый, революционный текст на известную национальную мелодию (ныне — национальный гимн Пуэрто-Рико) La Borinqueña. В создаваемые подпольные группы входили люди разного имущественного и социального положения — помещики, торговцы, крестьяне и рабы, как правило креолы по происхождению. Начало восстания ускорил разразившийся в Испании и её колониях экономический кризис. Центром волнений стал горный регион на западе острова.
Первоначально восстание должно было начаться 29 сентября в городе Камуй. Однако в ночь на 19 сентября капитан испанских войск Хуан Кастаньон случайно подслушал разговор двух заговорщиков, обсуждавших план действий — что испанский гарнизон должен был быть выведен из строя, так как восставшие собирались отравить их хлебные запасы, а затем захватить при помощи местных рабочих власть в городе. В случае необходимости восставшим должен был оказать помощь примкнувший к восстанию военный корабль «Телеграф» и 3.000 вооружённых сторонников. Узнав обо всём, испанские власти арестовали руководство революционной ячейки в Камуе.
После того, как первоначальный план провалился, революционеры приняли решение поднять восстание 24 сентября в Ларесе. В этот день от 400 до 600 (по другим данным — около 1.000) заговорщиков собрались на окраине этого города. Ночью они заняли Ларес, разгромили лавки и дома испанцев, живших в городе и заняли ратушу. Арестовав находившихся в городе испанских купцов и чиновников, восставшие в местной церкви в 02:00 провозгласили создание независимой республики Пуэрто-Рико, с президентом Франсиско Рамиресом Мединой во главе. Все рабы, примкнувшие к революции, были объявлены свободными.
Выступив из города, вооружённые отряды восставших направились к соседнему городу Сан-Себастьян, однако возле этого города встретили серьёзное сопротивление испанского гарнизона. Понеся большие потери, мятежники вынуждены были отступить обратно в Ларес. По приказу испанского губернатора Пуэрто-Рико, Хулиана Павии город был окружён испанскими войсками, которые быстро подавили там сопротивление восставших.
После окончания боевых действий было арестовано около 475 мятежников, в том числе Мануэль Рохас и будущий командующий кубинской освободительной армией Хуан Руис Ривера. 17 ноября 1868 года решением военного трибунала, все арестованные заговорщики были приговорены к смертой казни. Однако, чтобы разрядить напряжённое политическое положение на острове, губернатор Хосе Лауреано Санс объявил в 1869 году всеобщую амнистию.
Несмотря на то, что восстание 1868 года потерпело поражение, испанские власти были вынуждены предоставить Пуэрто-Рико больше внутренней автономии. Сам же город Ларес считается вплоть до наших дней колыбелью пуэрто-риканского национализма.

## Национальный праздник
После поражения революции и до 1899 года испанцами запрещалось как-либо отмечать события 23 сентября 1868 года в Ларесе. После установления на острове власти США, этот день также длительное время пребывал в забвении. Лишь в конце 1920-х годов члены националистических партий и организаций Пуэрто-Рико стали отмечать в Ларесе торжества в память о восстании. Позднее здесь начали проводиться масштабные мероприятия, фестивали с гуляниями, национальными танцами. В 1969 году, к столетию восстания, губернатор Пуэрто-Рико Луис А.Ферре объявил 23 сентября национальным праздником.

## Галерея
Руководители восстания «Грито де Ларес»:

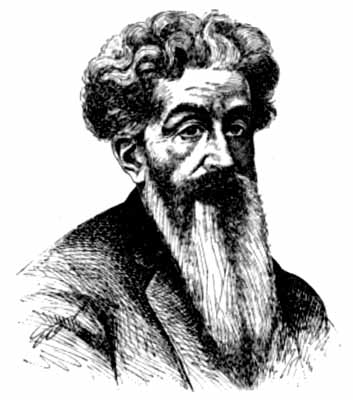
Рамон Эметерио Бетансес
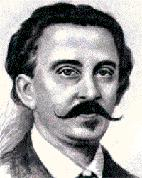
Сегундо Руис Белвис
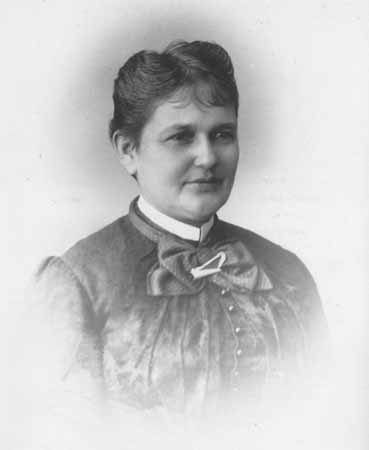
Лола Родригес де Тио
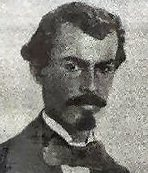
Франсиско Рамирес Медина